# Primera División de Venezuela 1977
La Temporada 1977 de Primera División fue la Vigésima primera Edición de la máxima categoría del Fútbol Profesional Venezolano

## Equipos participantes
Fue jugada por los doce equipos: los 8 de la temporada anterior más U.D. Canarias, Barquisimeto F.C., Atlético Zamora y la Universidad de los Andes que se unen esta temporada
| Club                      | Estado           |
| ------------------------- | ---------------- |
| Atlético Zamora           | Barinas          |
| Barquisimeto F.C.         | Lara             |
| Deportivo Galicia         | Distrito Federal |
| Deportivo Italia          | Distrito Federal |
| Deportivo Portugués       | Distrito Federal |
| Deportivo San Cristóbal   | Táchira          |
| Estudiantes de Mérida     | Mérida           |
| Portuguesa F.C.           | Portuguesa       |
| U.D. Canarias             | Distrito Federal |
| Universidad de los Andes  | Mérida           |
| Universitarios de Oriente | Anzoátegui       |
| Valencia F.C.             | Carabobo         |

## Historia
El Portuguesa Fútbol Club conquistó su tercera corona, bajo la dirección del exfutbolista yugoslavo, Vladimir Popović. El Estudiantes de Mérida fue segundo, seguido por el Deportivo Portugués.   
El torneo se dividió en dos (2) etapas. La Primera Fase fue de cuatro (4) rondas. Los primeros cuatro (4) equipos de la etapa clasificaron a la Ronda Final, en una única ronda llamada "Cuadrangular final".
El máximo goleador fue el brasileño Jairzinho del Portuguesa FC, con 20 goles.

## Temporada regular

### Clasificación
|     | Equipo                    | PTS | PJ | PG | PE | PP | GF | GC | DG  |
| --- | ------------------------- | --- | -- | -- | -- | -- | -- | -- | --- |
| 1.  | Portuguesa F.C.           | 35  | 22 | 14 | 7  | 1  | 51 | 15 | 36  |
| 2.  | Deportivo Italia          | 27  | 22 | 11 | 5  | 6  | 27 | 13 | 14  |
| 3.  | Estudiantes de Mérida     | 27  | 22 | 9  | 9  | 4  | 27 | 13 | 14  |
| 4.  | Deportivo Portugués       | 27  | 22 | 8  | 11 | 3  | 27 | 18 | 9   |
| 5.  | Universidad de Los Andes  | 26  | 22 | 9  | 8  | 5  | 39 | 26 | 13  |
| 6.  | Valencia F.C.             | 26  | 22 | 10 | 6  | 6  | 31 | 20 | 11  |
| 7.  | Deportivo Galicia         | 24  | 22 | 9  | 6  | 7  | 24 | 23 | 1   |
| 8.  | Barquisimeto F.C.         | 19  | 22 | 6  | 7  | 9  | 22 | 29 | -7  |
| 9.  | Deportivo San Cristóbal   | 18  | 22 | 7  | 4  | 11 | 30 | 36 | -6  |
| 10. | Universitarios de Oriente | 16  | 22 | 4  | 8  | 10 | 18 | 36 | -18 |
| 11. | Atlético Zamora           | 16  | 22 | 4  | 8  | 10 | 18 | 36 | -18 |
| 12. | U.D. Canarias             | 7   | 22 | 2  | 3  | 17 | 16 | 60 | -44 |

|  | Clasificados a la Fase final                      |
|  | Clasificados a la eliminatoria por el sexto lugar |

## Play-off por el sexto lugar

### Clasificación
|    | Equipo                  | PTS | PJ | PG | PE | PP | GF | GC | DG |
| -- | ----------------------- | --- | -- | -- | -- | -- | -- | -- | -- |
| 1. | Valencia F.C.           | 4   | 3  | 2  | 0  | 1  | 5  | 3  | 2  |
| 2. | Deportivo Galicia       | 3   | 3  | 1  | 1  | 1  | 3  | 2  | 1  |
| 3. | Deportivo San Cristóbal | 2   | 2  | 1  | 0  | 1  | 3  | 4  | -1 |
| 4. | Barquisimeto F.C.       | 1   | 2  | 0  | 1  | 1  | 1  | 3  | -2 |

|  | Clasificados a la Fase final |

## Fase final

### Clasificación
|    | Equipo                   | PTS | PJ | PG | PE | PP | GF | GC | DG  |
| -- | ------------------------ | --- | -- | -- | -- | -- | -- | -- | --- |
| 1. | Portuguesa F.C.          | 14  | 10 | 6  | 2  | 2  | 18 | 9  | 9   |
| 2. | Estudiantes de Mérida    | 13  | 10 | 4  | 5  | 1  | 12 | 8  | 4   |
| 3. | Valencia F.C.            | 11  | 10 | 4  | 3  | 3  | 13 | 12 | 1   |
| 4. | Deportivo Portugués      | 10  | 10 | 3  | 4  | 3  | 14 | 14 | 0   |
| 5. | Deportivo Italia         | 9   | 10 | 4  | 1  | 5  | 14 | 15 | -1  |
| 6. | Universidad de Los Andes | 3   | 10 | 1  | 1  | 8  | 10 | 23 | -13 |

|  | Campeón, clasificado para la Copa Libertadores 1978.    |
|  | Subcampeón, clasificado para la Copa Libertadores 1978. |

### Final
| 18 de diciembre de 1977 | Estudiantes de Mérida | 2:4 | Portuguesa F.C. | Guillermo Soto Rosa, Mérida |  |

| 21 de diciembre de 1977 | Portuguesa F.C. | 3:0 (Global 7:2) | Estudiantes de Mérida | José Antonio Páez, Araure |  |

Portuguesa F.C.

Campeón
4.º título